# Catalogue de Barnard

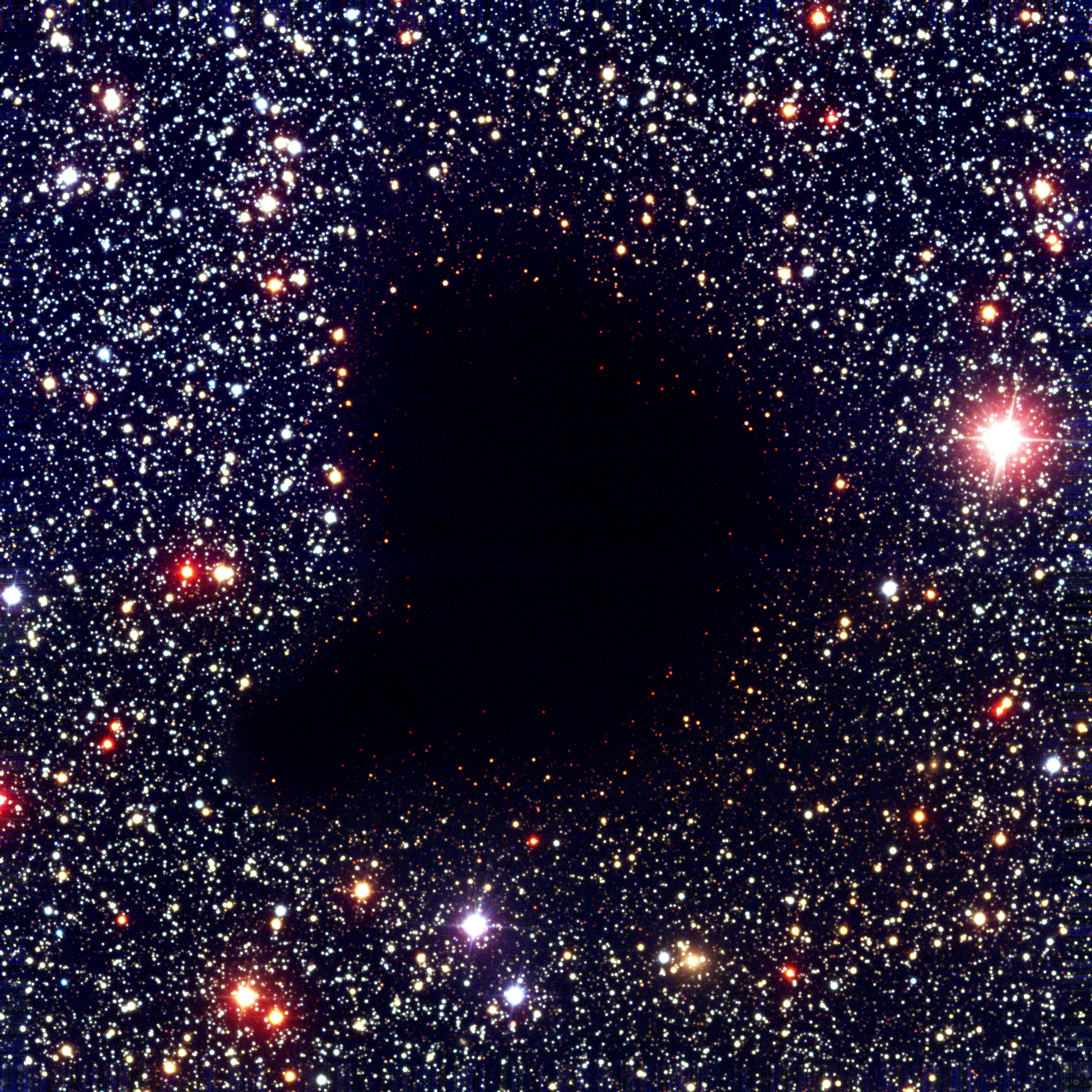
Barnard 68, un des objets présent dans le catalogue.

Le catalogue de Barnard constitué par l'astronome américain Edward Emerson Barnard regroupe des nébuleuses obscures.
Barnard publia une première liste en 1919, dans le Astrophysical Journal. Son article était intitulé On the Dark Markings of the Sky with a Catalogue of 182 such Objects. Il continua à enrichir sa liste tout le long de sa carrière. À son décès en 1923, il avait rassemblé 366 nébuleuses.

## Exemples
- Nébuleuse de la Tête de Cheval (Barnard 33)
- Barnard 147